# Metopius laticinctellus
Metopius laticinctellus är en stekelart som beskrevs av Horstmann och Yu 1999. Metopius laticinctellus ingår i släktet Metopius och familjen brokparasitsteklar. Inga underarter finns listade i Catalogue of Life.